# Luca Spinola (1489-1579)
Luca Spinola a été le 57e doge de Gênes du 4 janvier 1551 au 4 janvier 1553.